# Vénus et Adonis (William Shakespeare)
Pour les articles homonymes, voir Vénus et Adonis.
Vénus et Adonis est une pièce poétique de William Shakespeare écrite en 1592-1593, dont l'intrigue s'inspire de différents passages des Métamorphoses d'Ovide. Il s'agit d'une œuvre complexe, multiforme, qui emploie des décalages constants dans le ton et la perspective afin de présenter des points de vue variés sur la nature de l'amour.

## Premières éditions
Venus et Adonis fut intégré au Registre des Libraires le 18 avril 1593, et le poème parut plus tard dans l'année en édition in-quarto, publié et imprimé par Richard Field, habitant de Stratford-upon-Avon et contemporain de Shakespeare. Field publia un second in-quarto en 1594, puis en transféra les droits à John Harrison l'Aîné, le libraire qui publia également en 1594 la première édition du Viol de Lucrèce. Les éditions suivantes de Venus et Adonis parurent en format in octavo plutôt qu'in-quarto; Harrison sortit la troisième édition (O1) vraisemblablement en 1595, et la quatrième (O2) en 1596 (les deux éditions de Harrison étant imprimées par Field). Les droits de reproduction du poème passèrent ensuite à William Leake, qui publia deux éditions (O3, O4) dans la seule année 1599, et peut-être quatre (O5, O6, O7 et O8) en 1602. Les droits passèrent à William Barrett en 1617; il publia l'édition O9 la même année. Cinq éditions supplémentaires parurent jusqu'en 1640, ce qui fit du poème un des grands succès populaires de l'époque avec 16 éditions en 47 ans.

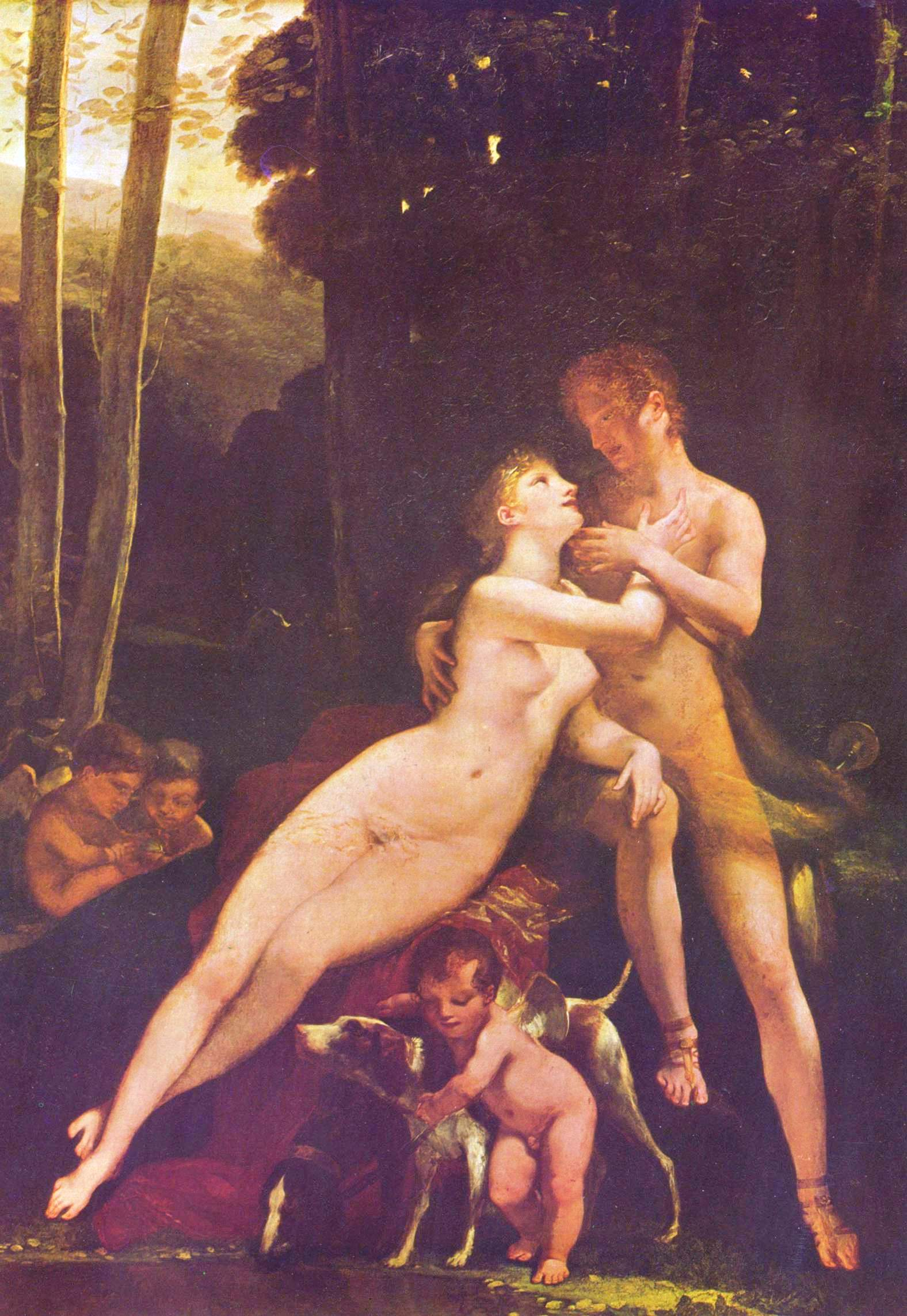
Vénus et Adonis par Pierre-Paul Prud'hon, Collection Wallace, à Londres

## Résumé
Alors qu'Adonis se prépare pour la chasse, Vénus « saisit sa main humide » et « elle le pousse en arrière, comme elle voudrait être poussée » (afin de procéder à l'acte sexuel). Plus tard, « il est étendu haletant, son souffle arrive au visage de Vénus » tandis qu'elle lui dit : « sois donc plus hardi, nos ébats n'ont pas de témoins ». Elle le séduit et ils entament une romance passionnée, mais Adonis ne s'y engage pas vraiment car il s'estime trop jeune et ne s'intéresse qu'à la chasse. Adonis finit par trouver la mort dans un accident de chasse, laissant Vénus éplorée.
Le poème contient les descriptions de l'excitation sexuelle sans doute les plus réalistes de l’œuvre de Shakespeare.

## Contexte historique
En 1593, une épidémie de peste à Londres poussa les autorités de la ville à fermer tous les théâtres publics. Shakespeare avait déjà écrit  à cette époque 5 ou 6 de ses premières pièces, et commençait à se forger une réputation. Il se mit à rédiger ce qu'il souhaitait publier comme étant « le premier fils de ma création » « (the first heire [sic] of my invention »), c'est-à-dire le premier rejeton légitime de sa « muse ». Il dédia l'œuvre à Henry Wriothesley, IIIe comte (earl) de Southampton.
En 1594, Shakespeare dédia de nouveau Le Viol de Lucrèce à Southampton, présentant le poème comme « l’œuvre plus sérieuse » qui lui avait été promise dans sa dédicace de Vénus et Adonis. Southampton était dans une situation financière difficile, néanmoins il reste possible que ce mécène se soit montré assez extravagant pour récompenser ces œuvres par des sommes d'argent conséquentes. Mais Shakespeare parvint par la suite à détenir suffisamment de capitaux pour acquérir un douzième des parts dans les bénéfices des représentations de sa compagnie théâtrale. Dès lors, il devint plus lucratif pour lui d'écrire des pièces que de longs poèmes.

## Contexte littéraire
Le thème de Vénus et Adonis provient des Métamorphoses d'Ovide, livre 10, traduites en 1567 par Arthur Golding. Ovide raconte comment Vénus prit le bel Adonis pour amant, son premier parmi les mortels. Ils étaient compagnons de longue date, la déesse accompagnant son amant à la chasse. Elle le mit en garde en lui rappelant la légende d'Atalante et Hippomène, dans le but de le dissuader de chasser certains animaux dangereux; mais il ignora l'avertissement et se fit tuer par un sanglier.
Shakespeare développe cette simple trame narrative en un poème de 1 194 vers. Son innovation principale consiste à imaginer qu'Adonis refuse l'offre que Vénus fait d'elle-même. Il est possible (l'argument est avancé par Erwin Panofsky) que Shakespeare ait pu voir une copie du Vénus et Adonis, tableau du Titien que l'on peut interpréter comme montrant un Adonis qui refuse de rejoindre Vénus dans l'étreinte. Mais les pièces de Shakespeare montraient déjà de sa part un penchant pour les héroïnes activistes, contraintes de séduire et de poursuivre de leurs assiduités des hommes réticents (voir Les Deux Gentilshommes de Vérone).

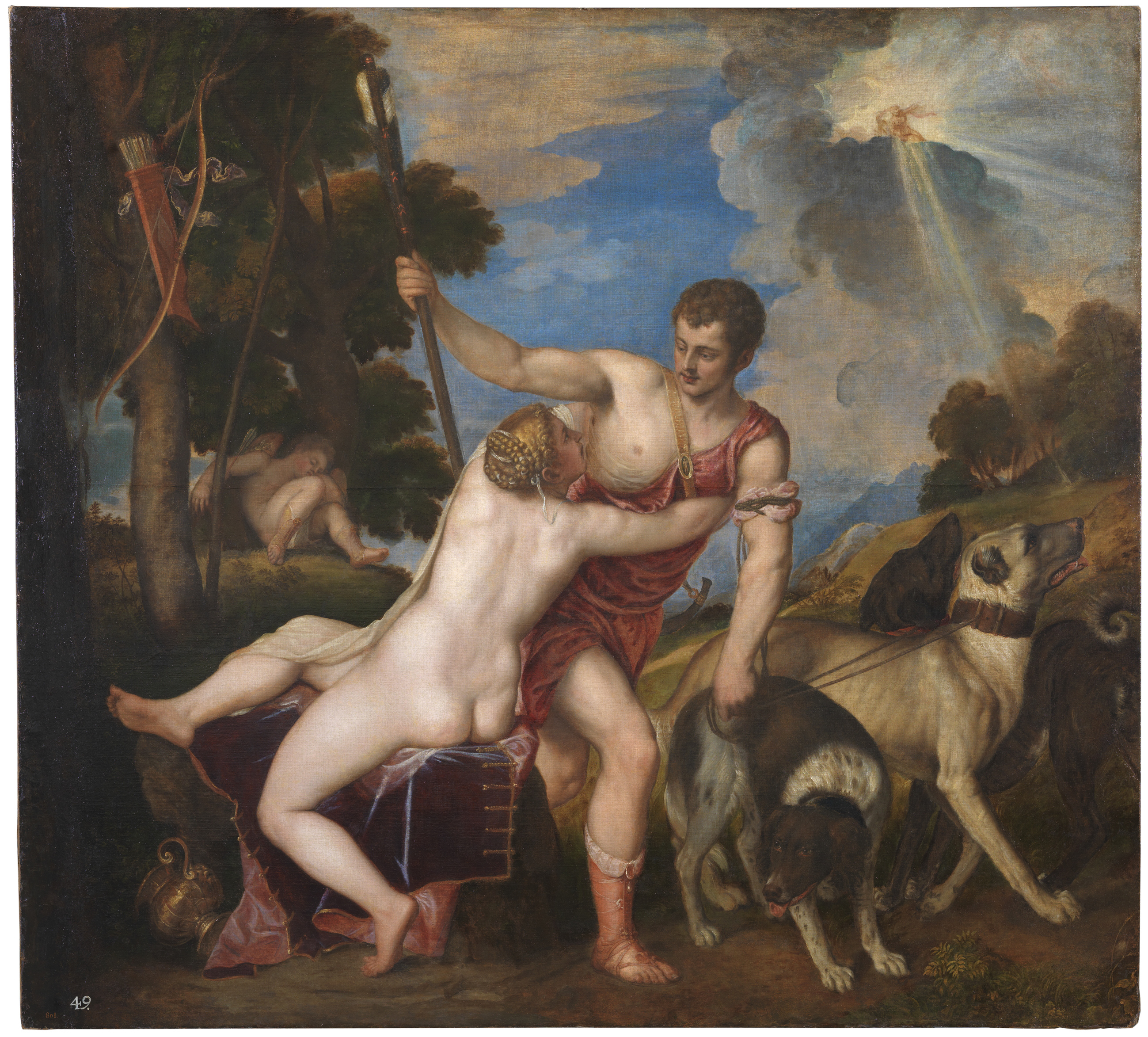
Venus and Adonis par Le Titien, musée du Prado, à Madrid.

L'autre innovation réside dans une forme de respect de la règle des trois unités: l'action se déroule dans un même endroit, du matin au matin suivant, et se concentre sur les deux personnages principaux.